# Józef Bartoszek
Józef Bartoszek (ur. 18 marca 1940 w Zakopanem, zm. 10 grudnia 1997) – polski lutnik.

## Życiorys
Lutnictwa uczył się początkowo w zakopiańskim Liceum Technik Plastycznych. Ukończył je z wyróżnieniem w 1959 i od razu rozpoczął pracę nauczyciela w Technikum Budowy Instrumentów Lutniczych w Nowym Targu, gdzie wykładał do 1975. W 1961 odbył praktykę lutniczą w pracowniach czeskich - był w tym zakresie stypendystą Ministerstwa Kultury i Sztuki. Równolegle studiował w Studium Pedagogicznym dla Nauczycieli Szkół Zawodowych.
Od 1960 do 1965 wytwarzał przede wszystkim skrzypce dla dzieci i młodzieży. W drugim okresie (1965-1976) konstruował głównie kontrabasy, a od 1977 zajął się wyłącznie skrzypcami. W 1963 zdobył złoty medal dla najmłodszego finalisty Międzynarodowego Konkursu Kwartetów w belgijskim Liège. W latach 1962–1977 był uczestnikiem wszystkich Międzynarodowych Konkursów Lutniczych im. Henryka Wieniawskiego w Poznaniu. W 1977 zdobył tam I i IV nagrodę. W 1979 zasiadał w jury I Ogólnopolskiego Konkursu Lutniczego im. Z. Szulca. W 1981 był jurorem VI Międzynarodowego Konkursu Lutniczego im. Henryka Wieniawskiego.
Od 1982 do 1990 przebywał w Austrii, gdzie zajmował się przede wszystkim działalnością konserwatorsko-korektorską. Od 1959 był członkiem Związku Polskich Artystów Lutników i pełnił tam funkcję wiceprezesa w latach 1976-1985 i 1988-1991.

## Dokonania
Wykonał w życiu ponad trzysta instrumentów: skrzypiec, a także altówek (55 sztuk), wiolonczel (50 sztuk) i kontrabasów (40 sztuk).